# Muzej Vasa
Muzej Vasa (švedsko Vasamuseet) je pomorski muzej v Stockholmu na Švedskem. Muzej stoji na otoku Djurgården in razstavlja edino skoraj popolnoma nedotaknjeno ladjo iz 17. stoletja, ki so jo kdaj koli rešili, 64-topovsko vojno ladjo Vasa, ki se je potopila na svojem prvem potovanju leta 1628. Muzej Vasa je bil odprt leta 1990. Skupaj z drugimi muzeji, kot je Stockholmski pomorski muzej, spada pod Švedske nacionalne pomorske muzeje (SNMM).

## Zgodovina
Od začetka leta 1961 do leta 1983 je bila Vasa nastanjena v začasni stavbi, imenovani Wasavarvet ('Ladjedelnica Vasa'), kjer je bila obdelana s polietilen glikolom. Obiskovalci so si ladjo lahko ogledali le z dveh nivojev, največja razdalja pa je bila le 5 m. Leta 1981 se je švedska vlada odločila, da se zgradi stalni muzej Vasa, in organiziral se je natečaj za oblikovanje muzejske stavbe. Skupno 384 arhitektov je poslalo modele svojih idej, končna zmagovalca pa sta bila Marianne Dahlbäck in Göran Månsson z Ask ('škatla'). Gradnja nove stavbe se je začela na in okoli suhega doka stare ladjedelnice z otvoritveno slovesnostjo, ki jo je 2. novembra 1987 gostil princ Bertil. Vasa je bila decembra 1987 odvlečena v poplavljeni suhi dok pod novo stavbo, poleti 1989, ko so obiskovalci lahko vstopili na gradbišče, pa si je napol dokončani muzej ogledalo 228.000 ljudi. Muzej je bil uradno odprt 15. junija 1990. V obeh muzejih si je do začetka leta 2025 ladjo Vasa ogledalo več kot 45 milijonov ljudi. Leta 2024 je muzej imel skupno 1.353.453 obiskovalcev.
V glavni dvorani so na ogled ladja sama in različni eksponati, povezani z arheološkimi najdbami ladij in Švedsko iz začetka 17. stoletja. Vasa je dobila spodnje dele vseh treh jamborov, nov poševnik, zimsko vrvje in zamenjane nekatere manjkajoče ali močno poškodovane dele. Nadomestni deli niso bili obdelani ali pobarvani in so zato jasno vidni na originalnem materialu, ki je po treh stoletjih pod vodo potemnel.
Novi muzej prekriva velika bakrena streha s stiliziranimi jambori, ki predstavljajo dejansko višino ladje Vasa, ko je bila popolnoma opremljena. Deli stavbe so prekriti z lesenimi ploščami, pobarvanimi v temno rdečo, modro, katransko črno, okrasto rumeno in temno zeleno barvo. Notranjost je podobno okrašena, z velikimi odseki golega, nepobarvanega betona, vključno s celotnim stropom. V muzeju si je ladjo mogoče ogledati s šestih nivojev, od kobilice do samega vrha krmnega dela. Okoli ladje so številni eksponati in modeli, ki prikazujejo gradnjo, potop, lokacijo in reševanje ladje. Obstajajo tudi eksponati, ki širijo zgodovino Švedske v 17. stoletju in zagotavljajo osnovne informacije o tem, zakaj je bila ladja zgrajena. V kinu predvajajo film v izmenjujočih se jezikih o reševanju ladje Vasa.
Muzej trenutno objavlja arheološko poročilo v več zvezkih v počastitev 50. obletnice reševanja. Vasa I: Arheologija švedske vojne ladje iz leta 1628 je bila objavljena konec leta 2006. Naslednji zvezek, Vasa. II. 1. del: Vrvi in jadranje švedske vojne ladje iz leta 1628. Materialni ostanki in arheološki kontekst, je bil objavljen leta 2023.
V muzeju so na ogled tudi štiri druge muzejske ladje, privezane v pristanišču zunaj: ledolomilec Sankt Erik (splovitev leta 1915), svetilnik Finngrundet (1903), torpedni čoln Spica (1966) in reševalni čoln Bernhard Ingelsson (1944).

## Galerija
- Glavna dvorana muzeja z modelom ladje Vasa na levi in ladjo samo na desni
- Štiri plavajoče muzejske ladje privezane pred muzejem Vasa
- Zunanjost muzejske stavbe
- Stranski pogled na premec vojne ladje Vasa
- Vasa, gornja paluba in leva stran, pogled od zgoraj
- Vasa, del krme in leve strani, z nižje razgledne točke
- Reprodukcija 'Velike kabine' z zgornje topovske palube ladje Vasa
- Usnjeni čevlji in škornji na ogled